# Junior Speaking Contest
De Junior Speaking Contest is een jaarlijks terugkerende wedstrijd die vanaf 2004 wordt georganiseerd door het British Council en het Europees Platform. Deze wedstrijd wordt gehouden voor middelbare scholen in heel Nederland die tweetalig onderwijs aanbieden. De deelnemers zijn 2e- en 3e-klassers van het tweetalig onderwijs, elk in een aparte categorie. De bedoeling is dat leerlingen een speech in het Engels voordragen en daarna een aantal vragen daarover beantwoorden. Elk jaar wordt er een vrij breed onderwerp (een aantal jaar is het zelfs twee onderwerpen geweest) gekozen waar de speech over moet gaan.
De winnaar wordt bepaald aan de hand van: inhoud van de speech, de opbouw, duidelijkheid, gebruik van het Engels, originaliteit en antwoorden op gestelde vragen.
Iedere TTO-leerling in het 2de of 3de moet een speech schrijven. In elke klas wordt een speech gekozen. De 2de en 3de klassen strijden vervolgens tegen elkaar in de schoolrondes. Daarna zijn de regionale rondes, bijvoorbeeld Noord-Brabant, ten slotte is er dan een landelijke finale.

## 2009
In dit jaar waren de thema's voor de speech Sports en Creativity (sport en creativiteit).

### Winnaars
In 2009 werden tweedeklasser Helin Okcuoglu van het Wateringse Veld College in Den Haag en derdeklasser Alexander Hulsbergen van het Marnix College in Ede de winnaars van de Junior Speaking Contest 2009. De onderwerpen van de winnende speeches waren 'Has the modern world killed all creativity' en 'Sports - a right for everyone'.

## 2010
De twee thema's van dit jaar waren Humour en Work (humor en werk). De winnaars van dit jaar waren Sithy Reza van het tweede schooljaar met het thema "Work" en Dimitry Kresko van jaar drie met het thema "Humor, a conundrum". Beiden zijn leerlingen van Het Haarlemmermeer Lyceum te Hoofddorp.

## 2011
Het thema van dit jaar is My passion is... (mijn passie is).
Tweedeklasser Josephine Born van Rijnlands Lyceum in Wassenaar en derdeklasser Tolga Güneri van Stedelijk Lyceum locatie Zuid in Enschede werden de winnaars van de Junior Speaking Contest 2011 na het houden van een toespraak in het Engels voor een vakjury en een zaal vol scholieren. De titels van de winnende toespraken waren "Delivery" en "My Passion is Art".

## 2012
Dit jaar is het thema van het Junior Speaking Contest: 'Future' (toekomst).

## 2014
Dit jaar is het thema van de Junior Speaking Contest: 'Crossing Cultural Borders' (het oversteken van culturele grenzen)

## 2015
Dit jaar is het thema 'Too much of a good thing'.

## 2016
Het thema van dit jaar is 'Simply Speechless'. De winnaar was Emily Ludwick van het Revius Lyceum Wijk bij Duurstede met haar speech getiteld "the Childeren in the Dark" over kinderen die opgroeien in de favelas van Brazilië. 

## 2017
Het thema van dit jaar is 'Broadening your horizons'. De winnaars waren Gina van der Meijden en Inge Lise Raaijmakers. De publieksprijs werd gewonnen door tweedeklasser Tom Hof. 
Een van de finalisten, Filip Dabrowiecki, had zijn speech vervolgens gegeven tijdens de Nationale CLIL Conferentie van 2017 in Utrecht.

## 2018
Dit jaar is het thema 'Living my fantasy'

## 2019
Dit jaar is het thema 'What makes the world go round?'

## 2020
Dit jaar is het thema 'My future is now'. Dit jaar heeft de finale online plaatsgevonden.   

## 2021
Dit jaar is het thema #AStoryThatMovedMe. De voorrondes hebben online plaatsgevonden en de finale op locatie in Amersfoort. 

## 2022
Dit jaar is het thema 'Imagine that...'. De voorrondes hebben online plaatsgevonden en de finale op locatie in Amersfoort. 

## 2023
Dit jaar is de twintigste editie van de Junior Speaking Contest. Het thema dit jaar is 'Let's Celebrate!'